# 마나베 아키후사 (1666년)
마나베 아키후사(間部詮房)는 에도 시대 중기의 다이묘이다. 사가미 아쓰기 번주(相模厚木藩主), 고즈케 다카사키번주(上野高崎藩主), 에치고 무라카미번(越後村上藩) 초대 번주를 지냈고 소바요닌(側用人), 노중격(老中格)을 겸했다. 쇼군의 측근이었으며 도쿠가와 이에노부, 이에쓰구 2대를 섬겼으며 이에노부가 고후 번주(甲府藩主) 시절부터 섬겼다.
아버지는 가이 고후 번 초대 번주 도쿠가와 쓰나시게(徳川綱重)의 가신 니시다 기요사다(西田清貞)이다. 아키후사는 1708년에 막내동생 아키토키를 양자로 들이게 된다.
|  | 아쓰기 번 번주 (마나베가) 1706년 ~ 1710년 | 후임 폐번 |

| 전임 마쓰다이라 데루사다 | 다카사키번 번주 (마나베가) 1710년 ~ 1717년 | 후임 마쓰다이라 데루사다 (재봉) |

| 전임 마쓰다이라 데루사다 | 제1대 무라카미번 번주 (마나베가) 1717년 ~ 1720년 | 후임 마나베 아키토키 |

| 전임 마쓰다이라 다다치카 (재임) | 에도 막부 소바요닌 1709년 ~ 1716년 | 후임 혼다 다다나가 |